# Guardie metropolitane
Le guardie metropolitane furono un corpo di polizia locale italiana, istituito durante il ventennio fascista.

## Disciplina normativa
Venne istituito con regio decreto legge 18 ottobre 1925 n. 1846 che costituiva il "Corpo speciale di polizia per la Capitale" nella città di Roma, in sostituzione della polizia municipale.
L'art.1 recitava:
Lo stesso R.D.L. prevedeva il graduale passaggio nelle Caserme occupate dai Reali carabinieri e dai Vigili urbani, agli Agenti del Corpo di pubblica sicurezza della neo costituita Divisione speciale.
Con successivo regio decreto legge 11 dicembre 1927 n. 1826 veniva sciolto il corpo degli ufficiali del Corpo degli agenti di pubblica sicurezza poiché sempre più spesso, e decisamente, si opponevano alle azioni delle squadre fasciste di Mussolini, procedendo all'arresto degli autori di pestaggi ed omicidi. Nell'immediato dopoguerra furono soppresse ed i servizi di polizia urbana tornarono ai ricostituiti corpi di vigilanza urbana gestiti dai singoli comuni; ed infine nel 1986 si ebbe la legge quadro sulla polizia municipale, con la costituzione di Corpi e Servizi  in quasi tutti i comuni italiani e l'implicita soppressione dell'espressione Vigili Urbani coniugata ora in Polizia Locale.

## Città interessate
Inizialmente previsto per la sola città di Roma, il corpo venne istituito anche in altri grandi città italiane: il regio decreto legge 9 marzo 1936 n. 472, veniva istituita "nel comune di Napoli una Divisione speciale del Corpo degli Agenti di p.s. cui sono affidati i servizi di pubblica sicurezza in genere nonché tutti i servizi di polizia urbana e di viabilità disimpegnati dai Vigili urbani del Corpo soppresso".
Allo stesso modo fu istituita la Divisione speciale per la città di Palermo con regio decreto legge 20 febbraio 1939 n. 326.